# Kropsgyser
En kropsgyser (engelsk: body horror, hvilket også sommetider bruges på dansk) er en undergenre af skræk- eller horrorfilm, hvor menneskekroppen eller andre skabningers kroppe er den scene, hvor det skrækindjagende udspiller sig. Kroppene kan blive udsat for mutationer, grov vold, sygdomme, blive til zombier eller udvise unaturlige kropsbevægelser. Body horror blev som begreb oprindelig anvendt om en fremvoksende undergenre af nordamerikanske horrorfilm, men har rødder i den såkaldt gotiske litteratur og er siden blevet udvidet til at omfatte andre medier.

## Etymologi
Begrebet "body-horror" blev først anvendt af den australske kunstner og forfatter Philip Brophy i 1983 i hans artikel "Horrality: The Textuality of the Contemporary Horror Film".

## Eksempler
Eksempler på nyere kropsgyserfilm er The Substance fra 2024, hvor Demi Moore spiller en aldrende skuespiller, som  drikker en eliksir ("substansen" fra filmens titel), hvorved hun kan skabe en yngre og mere perfekt udgave af sig selv. Filmen viser denne skabelse i blodige detaljer. Et andet eksempel er den norske film Den stygge stedsøster fra 2025, der er en satirisk gendigtning af historien om Askepot med Askepots stedsøster i hovedrollen.